# Presidente (província)

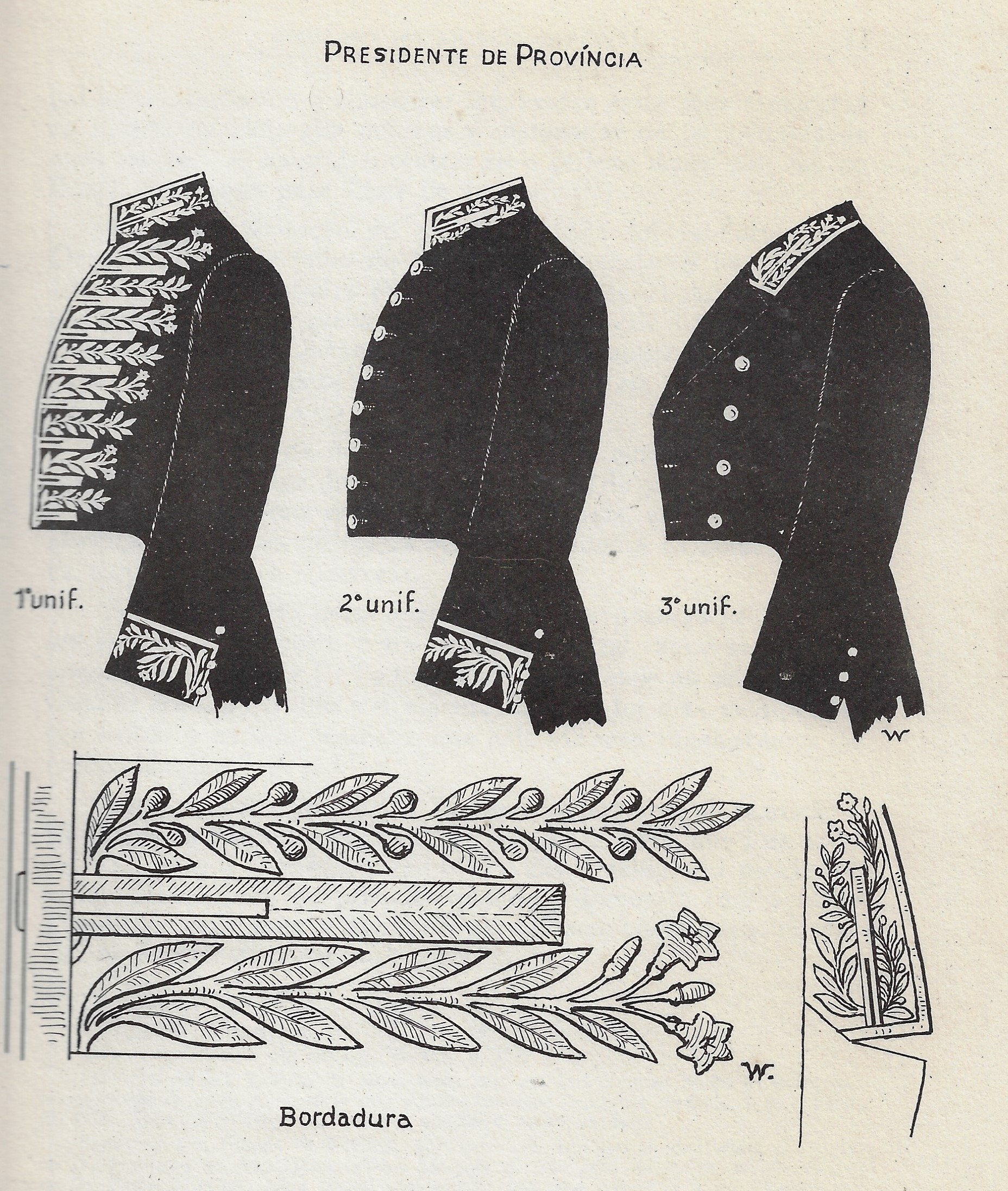
Vestimenta oficial e cerimonial de Presidente de Província (Anuário do Museu Imperial, edição 1950).

Em 28 de fevereiro de 1821 as capitanias tornam-se províncias, e assim permanecem durante todo o período imperial. Seus governantes - denominados presidentes - eram nomeados diretamente pelo Imperador, aconselhado pelo partido que estivesse no poder (o Partido Conservador ou o Partido Liberal). O presidente da província não tinha um mandato, podendo ser exonerado ou pedir afastamento à revelia. Principalmente devido a esta possibilidade concreta de falta do dirigente diretamente subordinado ao imperador e seu ministério, eram escolhidos pela Assembléia Local vice-presidentes, teoricamente aptos a exercer interinamente o cargo vago, até que novo presidente fosse nomeado por Carta Imperial e assumisse o cargo.

## Definição constitucional
- Art. 165. Haverá em cada província um presidente, nomeado pelo Imperador, que o poderá remover, quando entender que assim convém ao bom serviço do Estado.[1]
- Art. 166. A lei designará as suas atribuições, competência e autoridade, e quanto convier ao melhor desempenho dessa administração.[1]